# Liešťany
Liešťany (bis 1927 slowakisch „Lešťany“ oder „Liešťane“; ungarisch Lestyén) ist eine Gemeinde in der Mittelslowakei nahe der Stadt Prievidza.
Der Ort wurde 1332 zum ersten Mal schriftlich als Lyssen erwähnt. Zu ihm gehören die Orte Dobročná (ungarisch Dobrocsna) und Lomnica (deutsch Lomnitz, ungarisch Törés), beide 1944 eingemeindet.

## Bevölkerung
| Jahr                | 1994 | 2004    | 2014    | 2024    |
| ------------------- | ---- | ------- | ------- | ------- |
| Anzahl der Personen | 1167 | 1248    | 1238    | 1169    |
| Unterschied         |      | +6,94 % | −0,80 % | −5,57 % |

| Jahr                | 2023 | 2024    |
| ------------------- | ---- | ------- |
| Anzahl der Personen | 1167 | 1169    |
| Unterschied         |      | +0,17 % |